# Алгоритм Брезенхейма
Алгоритм Брезенхейма — алгоритм, який визначає які точки в n-вимірному растрі мають бути накреслені для формування близького наближення для прямої лінії між двома заданими точками. Він загально використовується для малювання ліній на екрані через те, що використовує тільки цілочисельну суму, віднімання та бітові операції, всі ці операції дуже «дешеві» в стандартній архітектурі комп'ютерів. Це один з перших алгоритмів розроблених в галузі комп'ютерної графіки. Незначно розширений початковий алгоритм також обробляє малювання кіл.
Хоча алгоритм Ву також часто використовується в сучасній комп'ютерній графіці через підтримку згладжування, алгоритм Брезенхейма залишається вживаним завдяки його швидкісті і простоті. Алгоритм використовується в графобудівниках і графічних процесорах сучасних відеокарт. Також його можна знайти в багатьох програмних графічних бібліотеках. Через свою простоту алгоритм часто реалізується або як вбудована програма або як апаратне забезпечення сучасних відеокарт.
Позначка "Брезенхейм" використовується сьогодні для цілого сімейства алгоритмів, що розширюють або модифікують початковий алгоритм Брезенхейма.

## Алгоритм

Ілюстрація результату роботи алгоритму Брезенхейма. (0,0) в верхньому лівому куті

Будемо слідувати загальноприйнятій домовленості, що координати ростуть вниз і праворуч, а також, що ми використовуємо центри пікселів, що мають цілочисельні координати. Кінцевими точками відрізка є пікселі з координатами {\displaystyle (x_{0},y_{0})} та {\displaystyle (x_{1},y_{1})}, де перша координата за горизонталлю, друга за вертикаллю.
Спочатку алгоритм буде розглянутий для октанта в якому відрізок спрямований праворуч і донизу ({\displaystyle x_{0}\leqslant x_{1}\land y_{0}\leqslant y_{1}}), і його горизонтальна проєкція {\displaystyle x_{1}-x_{0}} довша за вертикальну {\displaystyle y_{1}-y_{0}} (лінія має кутовий коефіцієнт за модулем менше 1 і більше ніж 0.) 
В цьому октанті для кожного стовпця x між {\displaystyle x_{0}} та {\displaystyle x_{1}}, існує лише один рядок y (обчислений за допомогою алгоритму) з пікселем на лінії, тоді як кожний рядок між {\displaystyle y_{0}} та {\displaystyle y_{1}} може містити декілька пікселів лінії.
Алгоритм Брезенхейма обирає ціле y таким чином, щоб центр пікселя був найближчим до ідеального (дробового) y для того ж x; y може залишитися тим самим або бути збільшеним на 1.
Загальне рівняння лінії через дві точки таке:
{\displaystyle {\frac {y-y_{0}}{y_{1}-y_{0}}}={\frac {x-x_{0}}{x_{1}-x_{0}}}.}
Тому що ми знаємо стовпець x, рядок y отримується шляхом округлення наступного результату:
{\displaystyle y={\frac {y_{1}-y_{0}}{x_{1}-x_{0}}}(x-x_{0})+y_{0}} або {\displaystyle y=kx+b},
де кутовий коефіцієнт {\displaystyle k=(y_{1}-y_{0})/(x_{1}-x_{0})} залежить тільки від координат точок і може бути обчислений заздалегідь, і ідеальний y для відповідного цілого x може бути обчислений починаючи від {\displaystyle y_{0}} додаючи кутовий коефіцієнт раз за разом, а {\displaystyle b=y_{0}-kx_{0}}.
На практиці, через те, що кутовий коефіцієнт за модулем менший ніж 1 і більший ніж 0, ми на кожному кроці або збільшуємо y на 1 або залишаємо попереднє значення, зберігаючи дробову частину в додатковій змінній c. Тоді {\displaystyle c_{i}=kx_{i}+b-[kx_{i}+b]}.
Тоді, якщо {\displaystyle c_{i}<0.5}, покладемо {\displaystyle y_{i}=[kx_{i}+b]}, інакше {\displaystyle y_{i}=[kx_{i}+b]+1}.
Зауважимо, що {\displaystyle c_{0}=0} через те, що точка {\displaystyle (x_{0},y_{0})} належить прямій {\displaystyle y=kx+b}.
В наступному псевдокоді plot(x,y) малює точку і abs повертає абсолютну величину:
```
 
function
 line(x0, x1, y0, y1)
     
int
 deltax := x1 - x0
     
int
 deltay := y1 - y0
     
real
 c := 0
     
real
 k := deltay / deltax    // Припускаємо, що deltax != 0 (пряма не вертикальна),
           // зауважимо, що це ділення має бути зроблено у спосіб, що зберігає дробову частину
     
int
 y := y0
     
for
 x 
from
 x0 
to
 x1
         plot(x,y)
         c := c + k
         
if
 abs(c) ≥ 0.5 
then

             y := y + 1
             c := c - 1.0
```

Порівнювати з нулем зручніше ніж з 0.5, тому введемо нову допоміжну величину {\displaystyle d_{i}=2c_{i}-1}, зауважимо, що {\displaystyle d_{1}=2k-1} (тому що {\displaystyle c_{1}=k}).
```
void
 
line
(
int
 
x0
,
 
int
 
y0
,
 
int
 
x1
,
 
int
 
y1
,
 
int
 
color
)

{

  
double
 
k
 
=
 
((
double
)(
y1
 
-
 
y0
))
/
(
x1
-
x0
);

  
double
 
d
 
=
 
2
*
k
 
-
 
1
;

  
int
 
y
 
=
 
y0
;

  
putpixel
(
x0
,
 
y0
,
 
color
);

  
for
 
(
int
 
x
 
=
 
x0
 
+
 
1
;
 
x
 
<=
 
x1
;
 
x
++
)

  
{

    
if
 
(
d
 
>
 
0
)

    
{

      
d
 
+=
 
2
*
k
 
-
 
2
;

      
y
++
;

    
}

    
else

      
d
 
+=
 
2
*
k
;

    

    
putpixel
(
x
,
 
y
,
 
color
);

  
}

}

```

Попри те, що вхідні дані цілочисельні і всі операції здійснюються на цілочисельній ґратці, алгоритм використовує операції з дійсними числами. Щоб позбутися необхідності їх використання, зауважимо, що всі дійсні числа присутні в алгоритмі є числами виду {\displaystyle {\frac {p}{\Delta {x}}},p\in {Z}}. Тому можливо домножити {\displaystyle d_{i}} та {\displaystyle k} на {\displaystyle \Delta {x}=x_{1}-x_{0}}, і отримати в результаті тільки цілі числа. Тим самим отримаємо алгоритм Брезенхейма.
```
// найпростіший алгоритм Брезенхейма. 0 <= y1 - y0 <= x1 - x0

void
 
line
 
(
int
 
x0
,
 
int
 
x1
,
 
int
 
y0
,
 
int
 
y1
,
 
int
 
color
)

{

  
int
 
dx
 
=
 
x1
 
-
 
x0
;

  
int
 
dy
 
=
 
y1
 
-
 
y0
;

  
int
 
d
 
=
 
(
dy
 
<<
 
1
)
 
-
 
dx
;

  
int
 
d1
 
=
 
dy
 
<<
 
1
;

  
int
 
d2
 
=
 
(
dy
 
-
 
dx
)
 
<<
 
1
;

  
putpixel
(
x0
,
 
y0
,
 
color
);

  
for
(
int
 
x
 
=
 
x0
 
+
 
1
,
 
y
 
=
 
y0
;
 
x
 
<=
 
x1
;
 
x
++
)

  
{

    
if
 
(
 
d
 
>
0
)

    
{

      
d
 
+=
 
d2
;

      
y
 
+=
 
1
;

    
}

    
else

      
d
 
+=
 
d1
;

    
putpixel
(
x
,
 
y
,
 
color
);

  
}

}

```

Також наведемо узагальнений алгоритм, який враховує можливі напрямки відрізка, а також співвідношення {\displaystyle \Delta {x}} до {\displaystyle \Delta {y}}:
```
void
 
segment
(
int
 
x0
,
 
int
 
y0
,
 
int
 
x1
,
 
int
 
y1
,
 
int
 
color
)

{

  
int
 
dx
 
=
 
abs
(
x1
 
-
 
x0
);

  
int
 
dy
 
=
 
abs
(
y1
 
-
 
y0
);

  
int
 
sx
 
=
 
x1
 
>=
 
x0
 
?
 
1
 
:
 
-1
;

  
int
 
sy
 
=
 
y1
 
>=
 
y0
 
?
 
1
 
:
 
-1
;

  

  
if
 
(
dy
 
<=
 
dx
)

  
{

    
int
 
d
 
=
 
(
dy
 
<<
 
1
)
 
-
 
dx
;

    
int
 
d1
 
=
 
dy
 
<<
 
1
;

    
int
 
d2
 
=
 
(
dy
 
-
 
dx
)
 
<<
 
1
;

    
putpixel
(
x0
,
 
y0
,
 
color
);

    
for
(
int
 
x
 
=
 
x0
 
+
 
sx
,
 
y
 
=
 
y0
,
 
i
 
=
 
1
;
 
i
 
<=
 
dx
;
 
i
++
,
 
x
 
+=
 
sx
)

    
{

      
if
 
(
 
d
 
>
0
)

      
{

        
d
 
+=
 
d2
;

        
y
 
+=
 
sy
;

      
}

      
else

        
d
 
+=
 
d1
;

      
putpixel
(
x
,
 
y
,
 
color
);

    
}

  
}

  
else

  
{

    
int
 
d
 
=
 
(
dx
 
<<
 
1
)
 
-
 
dy
;

    
int
 
d1
 
=
 
dx
 
<<
 
1
;

    
int
 
d2
 
=
 
(
dx
 
-
 
dy
)
 
<<
 
1
;

    
putpixel
(
x0
,
 
y0
,
 
color
);

    
for
(
int
 
y
 
=
 
y0
 
+
 
sy
,
 
x
 
=
 
x0
,
 
i
 
=
 
1
;
 
i
 
<=
 
dy
;
 
i
++
,
 
y
 
+=
 
sy
)

    
{

      
if
 
(
 
d
 
>
0
)

      
{

        
d
 
+=
 
d2
;

        
x
 
+=
 
sx
;

      
}

      
else

        
d
 
+=
 
d1
;

      
putpixel
(
x
,
 
y
,
 
color
);

    
}

  
}

}

```